# چارلز جی. هیوز، جونیور
چارلز جی. هیوز، جونیور (به انگلیسی: Charles J. Hughes, Jr.) سناتور سابق عضو حزب دموکرات ایالات متحده آمریکا بود. وی در سال ۱۹۰۹ تا ۱۹۱۱ میلادی سناتور ایالت کلرادو در سنای ایالات متحده آمریکا بود.